# Rudolph Kleberg
Rudolph Kleberg, född 26 juni 1847 i Austin County i Texas, död 28 december 1924 i Austin i Texas, var en amerikansk politiker (demokrat). Han var ledamot av USA:s representanthus 1896–1903.
Kongressledamot William H. Crain avled 1896 i ämbetet och efterträddes av Kleberg som var kvar i representanthuset fram till år 1903.
Kleberg är begravd på Oakwood Cemetery i Austin i Texas.